# ARTIST REQUEST
ARTIST REQUEST（アーティスト リクエスト）は、かつて放送されていた音楽番組。ビーイング系に所属する（していた）アーティストのクリップを放送していた。千葉テレビ放送（チバテレ）およびMusic Japan TVで放送されていたが、2011年6月に終了した。制作はビーインググループ企業のC-Factoryであり、チバテレは制作局ではない。
The music 272で放送されていた「ARTIST REQUEST」が新たにch269 MJTVで放送開始。制作も引き続きビーイング系列のC-Factoryである。

## 概要
各回にテーマ（季節に沿ったり、1組のアーティストに特化するなど様々）が入り、それに合わせてPVを流していく。2011年はテレビアニメ「名探偵コナン」の主題歌特集を行っている場合が多い。番組の最後にはアーティストのインフォメーション（新譜情報やコンサート情報など）のテロップが表示されることがある。
WANDSやFIELD OF VIEWなど、現在活動していないアーティストも取り上げられることがある。

## 歴史
1997年09月02日、BEING GROUPのCS局 Music Freak TVが始まったのをきっかけに「Being Music Fantasy」という番組で放送開始。

(～2002年12月28日初回放送まで 全174回と特番1回)

BEINGアーティストのインタビュー、クリップ映像などをオンエアーしていた。(出演：PAMELAH・七緒香・BAAD・DIMENSION・DEEN・FIELD OF VIEW 他)

2001年01月04日初回放送より番組「M.M.M.//」としてリニューアル。引き続きGIZAを中心としたBEING情報や関係者インタビューのオンエアーを行う。(2001年6月25日初回放送まで 全26回)

(小松未歩Special OA回では三枝夕夏 IN dbに加入する大藪拓が小松未歩レコーディングスタッフとしてインタビューに答えている)

2001年春頃より、BEING情報や関係者インタビューのコーナーを撤廃し、クリップ専門番組となっていく。

2001年07月02日より番組名を「BG」に改め、放送開始。(～2004年09月22日初回放送まで 全170回)

2004年10月05日より番組名を「ARTIST REQUEST」として、放送開始。(～2005年06月26日初回放送まで 全38回)

2005年07月04日、the music 272が放送休止になったことに伴い、Music Japan TV (ch269)で新たに第1回扱いで放送開始。(現行放送中 2011年02月24日現在 全187回)

2011年06月に放送終了。

## ネット局
| 地域     | 放送局         | 放送曜日/放送時間             | 放送区分                            |
| -------- | -------------- | ----------------------------- | ----------------------------------- |
| 千葉県   | 千葉テレビ放送 | 水曜 26:30～27:00             | JAITS                               |
| 日本全国 | Music Japan TV | 木曜 26:30～27:00(再放送あり) | スカパー!・スカパー!e2 （有料放送） |